# Ateneu
|  | Per a altres significats, vegeu «Ateneu (desambiguació)». |

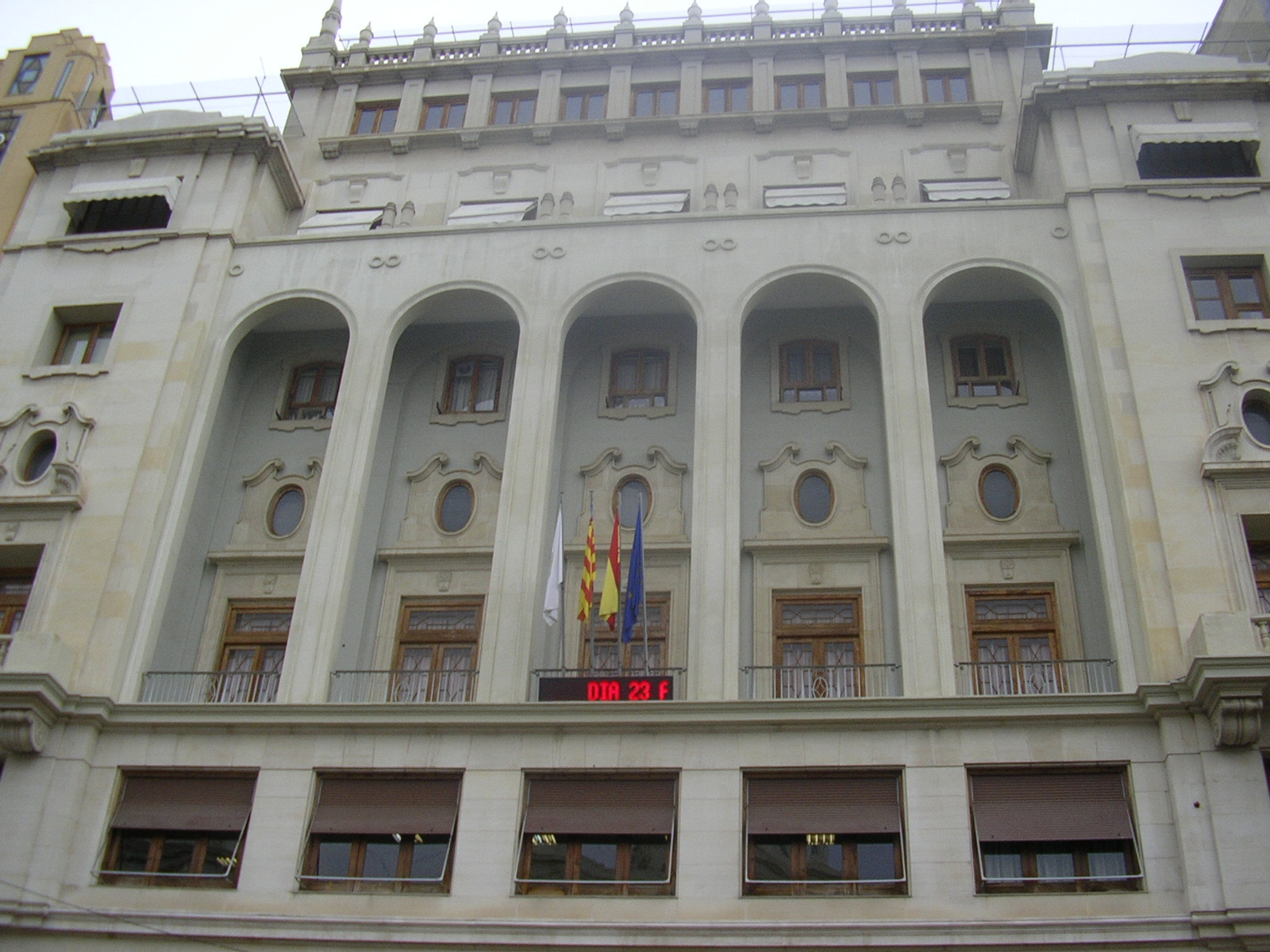
L'Ateneu de València

Un ateneu és un tipus d'associació cultural d'iniciativa privada que organitza xerrades, conferències, cursos o altres activitats d'interès per als seus associats amb l'objectiu de difondre la ciència i la cultura modernes. El terme ateneu prové d'Atena, deessa grega de la saviesa, d'on es deriva ἀθήναιον ('athenaîon') (en grec), el temple d'Atena, i d'aquí, el llatí athenaeum, la gran escola romana.
El terme Ateneu prové etimològicament de la deessa grega de la saviesa anomenada Atena. A l'antiga Grècia, aquest terme s'utilitzava per denominar a aquells centres on es difonia la cultura. A Espanya, va ser a mitjans del segle XIX quan es van crear els Ateneus per part de la burgesia, la classe treballadora i l'estament religiós. Aquests realitzaven activitats culturals segons les seves pròpies necessitats.
Els ateneus decidien a quin públic adreçar-se o quina perspectiva donar i se’ls anomenava depenent de la gent que els integrava, com per exemple: Ateneus llibertaris, populars, sindicalistes, anarquistes, racionalistes, obrers, Universitats Populars, etc. Ateneu és el terme genèric, ja que, de fet, es pot trobar un munt de noms per a tipologies d'entitats molt similars: societat obrera, casino, foment, centre, grup coral, associació recreativa, patronat catòlic, etcètera. En gran manera el nom de les entitats ens indiquen quina ideologia o tendència política hi havia darrere la fundació de l'entitat.
Quan ens referim a terme d'Ateneu popular, podem referir-nos a dos tipus d'institucions: d’una banda, els ateneus moderats de caràcter paternalista que, sota l'impuls de sectors de la burgesia i, directament o indirectament, pel catolicisme social, promouen la formació dels obrers; i per altra banda, un altre tipus d'ateneu obrer, l’afany del qual es concreta en la difusió del saber modern.
Els ateneus van esdevenir difusors d'un ensenyament bàsic i superior, fomentaven la ciència i els cercles literaris-artístics que es van inserir a l'obrer en dinàmiques abans exclusives de l'elit burgesa. Aquesta tasca alfabetitzadora els va convertir de facto en alternativa a les escoles estatals, afermant així la seva posició vertebradora com a centres vius del mutualisme obrer. Aquests llocs permetien accedir lliurement, no només a una educació més d'acord amb les reivindicacions d'aquests sectors, sinó a un material educatiu que fora d'aquestes parets era prohibitiu per a molts dels seus membres donada a la seva escassetat econòmica existent.
A part, el nom genèric d'Ateneu encarna una de les experiències culturals més duradores i prestigioses de la història contemporània d'Espanya. La seva aparició s'enllaça directament amb el naixement d'una sèrie d'institucions dins d'Europa, com per exemple salons, clubs polítics, etc.

## Història
Catalunya ha estat històricament terra d'ateneus. Uns ateneus que comencen a sorgir durant el segle xix a causa de la industrialització a Europa, que va comportar l'augment de les desigualtats socials, la proliferació de la classe obrera i l'augment de l'analfabetisme. La incapacitat de les administracions, afeblides per la inestabilitat política i comercial del moment, va contribuir al fet que la societat civil es comencés a organitzar per tal de suplir aquestes mancances de l'Estatn tot i no existir un marc legal definit per a l'associacionisme.
L'Ateneu romà (Athenaeum) fou el nom de la primera institució pública d'ensenyament a Roma, construïda per Hadrià vers el 135. L'edifici tenia forma d'un teatre i allí recitaven els poetes i retòrics i mestres pagats per l'estat donaven lectura de diverses branques del coneixement, filosofia, gramàtica i jurisprudència; cap al final de l'imperi l'Ateneu fou tancat.
Al segle xix i principis del XX arreu d'Europa la ciutadania va impulsar un tipus d'associacionisme cívic sota el nom d'ateneus, centres d'extensió cultural o fins i tot universitats populars. L'origen d'aquestes institucions el podem trobar en les societats científico-literàries establertes a Europa al llarg del segle xviii com ara l'Athenée de Paris (1785) o l'Athenée des Arts (1792); institucions per a classes privilegiades on es difonia la cultura entre els seus associats. Ara bé, en implantar-se el model d'ateneus a Catalunya aviat va prendre la característica que els diferencia de la resta d'Europa: la seva vocació instructora dirigida a millorar la formació de les classes més desafavorides.
En el marc de la Revolució Industrial i la Renaixença literària, al llarg del XIX es generalitzaren els ateneus populars que aspiraven a difondre la cultura i alfabetitzar la població. Sovint anaven lligats a moviments de recuperació cultural (com l'Ateneu Barcelonès) o de debat polític, com els ateneus llibertaris o els ateneus federals, fruit de l'efervescència obrera del moment. Al llarg de l'època de la Restauració el prestigi d'aquest tipus d'entitat era tan gran que diversos moviments ideològics en copiaren el patró com el catolicisme i el carlisme.

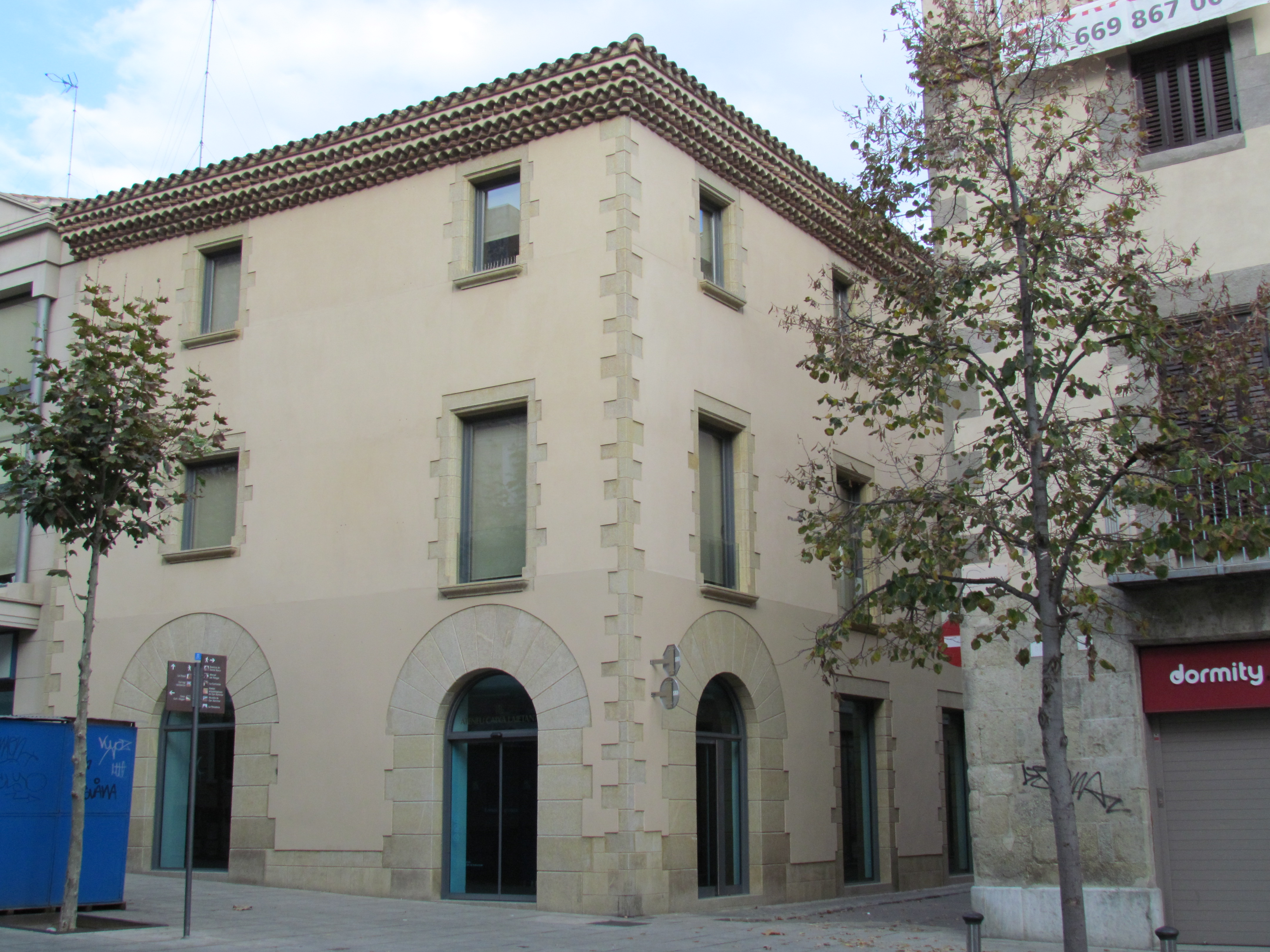
Seu de l'Ateneu Mataroní
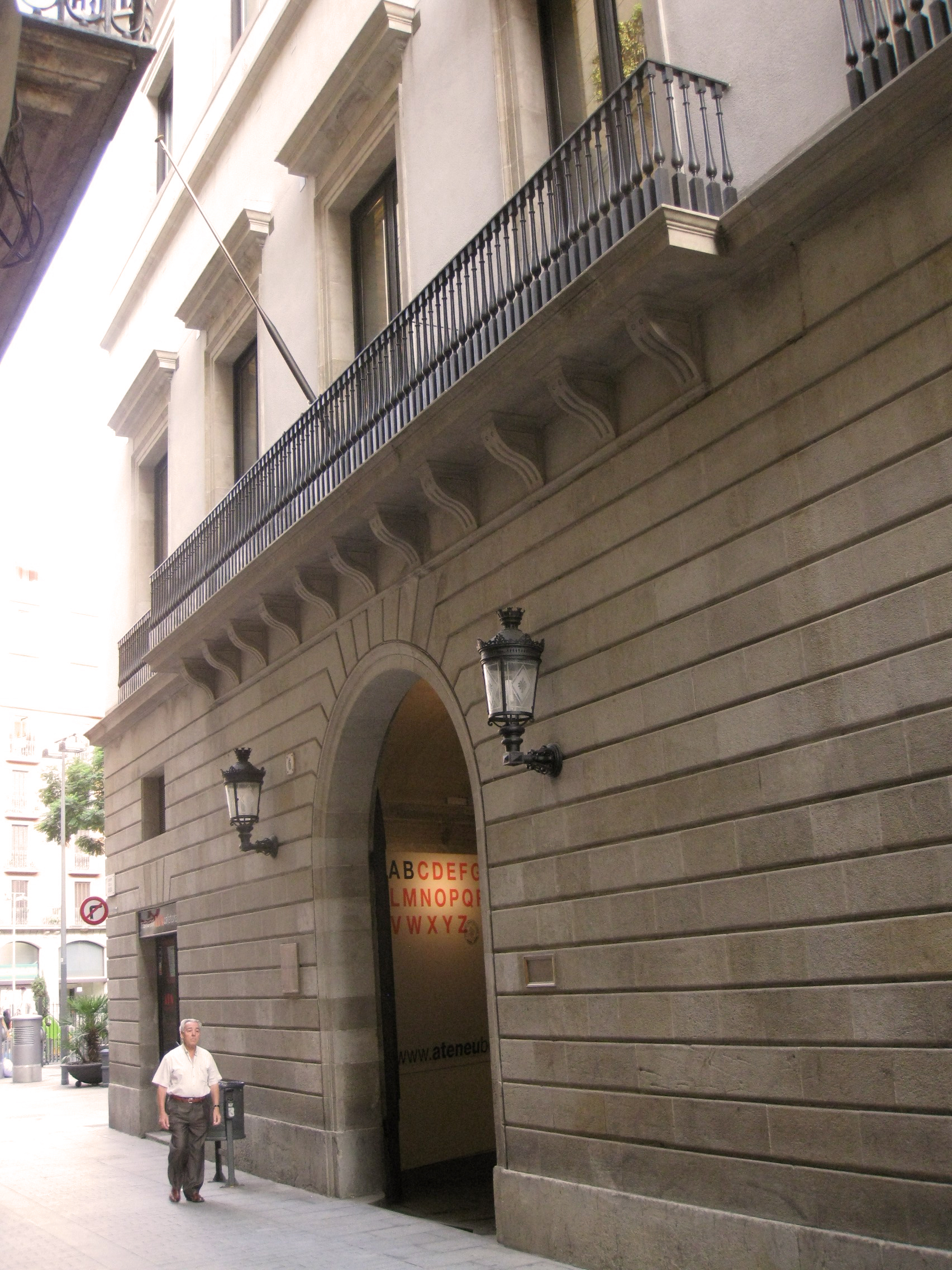
Façana de l'Ateneu Barcelonès

La primera experiència d'associacionisme per a l'assoliment d'un benefici comú dels associats la podríem trobar en el Comú de Particulars de la Pobla de Segur fundat el 1820 per a la construcció d'un molí fariner que evités l'ús privatiu a què es veien sotmesos els veïns per l'ús d'un molí veí Les primeres mostres d'ateneisme pròpiament dit les trobem l'any 1836 en la redacció d'uns primers estatuts que no es van arribar a constituir fins a l'any 1860 amb la creació de l'Ateneu Català. Ara bé, durant aquests 24 anys de diferència es constitueix, l'any 1854 a Mataró, la Societat d'Amics de la Instrucció, que un any després passaria a anomenar-se Ateneu Mataroní, que podria ser considerat la primera institució catalana que duu el nom d'ateneu. La manca d'un marc legal definit per a la constitució d'associacions obligava als fundadors dels primers ateneus a la redacció d'uns estatuts fundacionals que definissin explícitament un caràcter apolític i a tenir extrema cura de les bones relacions envers les autoritats civils per tal d'evitar-ne el recel.
A partir de la segona meitat del segle xix, es va produir a Catalunya un fenomen molt lligat a l'aparició i l'evolució de bona part dels ateneus populars: la consolidació d'una cultura obrera i popular que, durant un temps, va conviure amb les institucions creades a partir dels interessos de la burgesia i progressivament, va buscar el seu espai en el panorama ateneístic i associatiu català, el qual més tard trobarà de la mà dels ateneus populars. D'aquesta manera, els ateneus i les associacions populars es van convertir en un refugi per a les veus més contestatàries socialment i en un mecanisme d'enllaç dels activistes culturals i els intel·lectuals amb el poble. Gràcies a aquesta xarxa d'ateneus populars, la classe obrera catalana va poder ser alfabetitzada, van ser considerats veritables Universitats populars per a la classe obrera de totes les edats, on adquirien la formació cultural que li havia estat negada per la seva condició social. Van suposar també el lloc on per primera vegada les dones anaven a aprendre en igualtat de condicions que els homes.
La promulgació de la Llei d'Associacions Polítiques el 1887 va marcar un abans i un després pel que fa al moviment ateneista. Partint de les condicions de possibilitat d'aquest marc legislatiu establim la quantificació que segueix pel que fa a nombre i percentatge de concentració ateneista per cada període.
Concretament, entre els anys 1836 i 1936 es van registrar 1.746 entitats culturals, instructives i/o recreatives a Catalunya. De les quals 985 (un 56.5%) eren de lleure i 760 (un 43.5%) culturals i instructives. En referència a les denominacions d'aquestes entitats, els ateneus i casinos representen una quarta part del total: 267 associacions (un 15,5%) es denominaven ateneus i 140 (un 8%) s'anomenaven casinos. Una altra quarta part de les entitats, 416, es denominaven centres i 280 (16%) es denominaven societats. 184 entitats (10,5%), les corals i els orfeons 94 (5,5%), els casals amb 58 (un 3%) i les associacions (29, un 1,5%). A més 278 entitats (un 16%) tenen altres denominacions (unions, foments, patronats, agrupacions, germandats, grups, etc.)
Pel que fa a la cronologia de la fundació d'aquestes entitats poden distingir-se 3 grans etapes: 
- L'etapa constituent (1836-1886) amb la creació de 384 entitats, amb una mitjana anual de 7,5.
- L'etapa consolidativa (1887-1900) amb la formació de 385 noves associacions, amb una mitjana de 27,5 anuals.
- L'etapa expansiva (1901-1936) amb 977 noves entitats, amb una mitjana anual de 27. Aquesta etapa la podem dividir a més a més en dos subperíodes: del 1901-1920 amb 512 entitats i del 1921-1936 amb 465.[12]

Durant el període del 1860-1936, es van inscriure oficialment 31.771 associacions en tota Catalunya que el 1910, constava de 2.085.000 habitants. A la dècada de 1930 els ateneus llibertaris crearen una xarxa de centres per posar en pràctica els estils de vida inspirats per llur ideologia. També en aquell temps pogueren aparèixer els ateneus republicans, basats en el foment de la cultura catalana i les idees de progrés social. De fet durant la Segona república sovint també prengueren el nom d'ateneu les diverses seccions locals dels partits polítics i dels sindicats. A Catalunya el fenomen dels ateneus fou molt nombrós i encara avui dia en romanen exemples exitosament molt actius.
Entre la dècada de 1990 i els primers anys del segle xxi s'han generalitzat els ateneus i casals populars arreu dels Països Catalans, formats per persones i entitats que fan del casal un espai de trobada per a les seves activitats a nivell local.

### Subetapes

#### Consolidació territorial (1887-1900)
Entre el 1887 i el 1900, els ateneus a Catalunya van consolidar la base territorial i social. Va ser a les comarques litorals i prelitoral son es van crear més ateneus: Barcelonès, Alt Penedès, Maresme, Alt Empordà, Garraf, Baix Llobregat, Baix Penedès, Tarragonès i Baix Camp. Però també va penetrar, tot i que de manera menys densa, a les comarques de l'interior: Alt Camp, L'Anoia, El Bages, Vallès Occidental i Oriental, Osona i Priorat. El 1895 l'associacionisme català representava el 24% a l'Estat Espanyol i seguia encapçalant la densitat associativa.

#### Cap a l'expansió (1901-1920)
Entre 1901 i 1920 es van constituir 512 nous ateneus, als quals hem d'afegir 150 de l'anterior període, sumen un total de 662 ateneus repartits en 37 comarques.

#### Una expansió polititzada (1921-1936)
Durant el període de 1921-1936 va seguir l'expansió ateneística, ja que es van crear 465 entitats, a les quals se li van afegir 199 que continuaven del període anterior, sumant un total de 664 associacions culturals i/o recreatives actives. En aquesta conjuntura, entre el 1923 i el 1930 Primo de Rivera instaura la seva dictadura, on el moviment ateneista català i anarquista va viure una època de repressió.
Del total de 977 entitats culturals i recreatives creades entre el 1901 i el 1936, un 20%, és a dir 198, es van denominar ateneus. Ateneus llibertaris que sorgeixen en autèntics espais de sociabilitat. Aquests centres es van convertir en una opció educativa davant les escoles estatals, vertebrant des de la infantesa a l'edat adulta, una sociabilitat àcrata obrera enfortida per la formació de grups d'anarquistes i de joves. La figura del barri adquireix una rellevància especial en erigir-se com espai de cohesió grupal per a la pràctica, no només d'accions revolucionàries en l'àmbit nacional, sinó per a la millora directa de la vida quotidiana dels seus habitants.

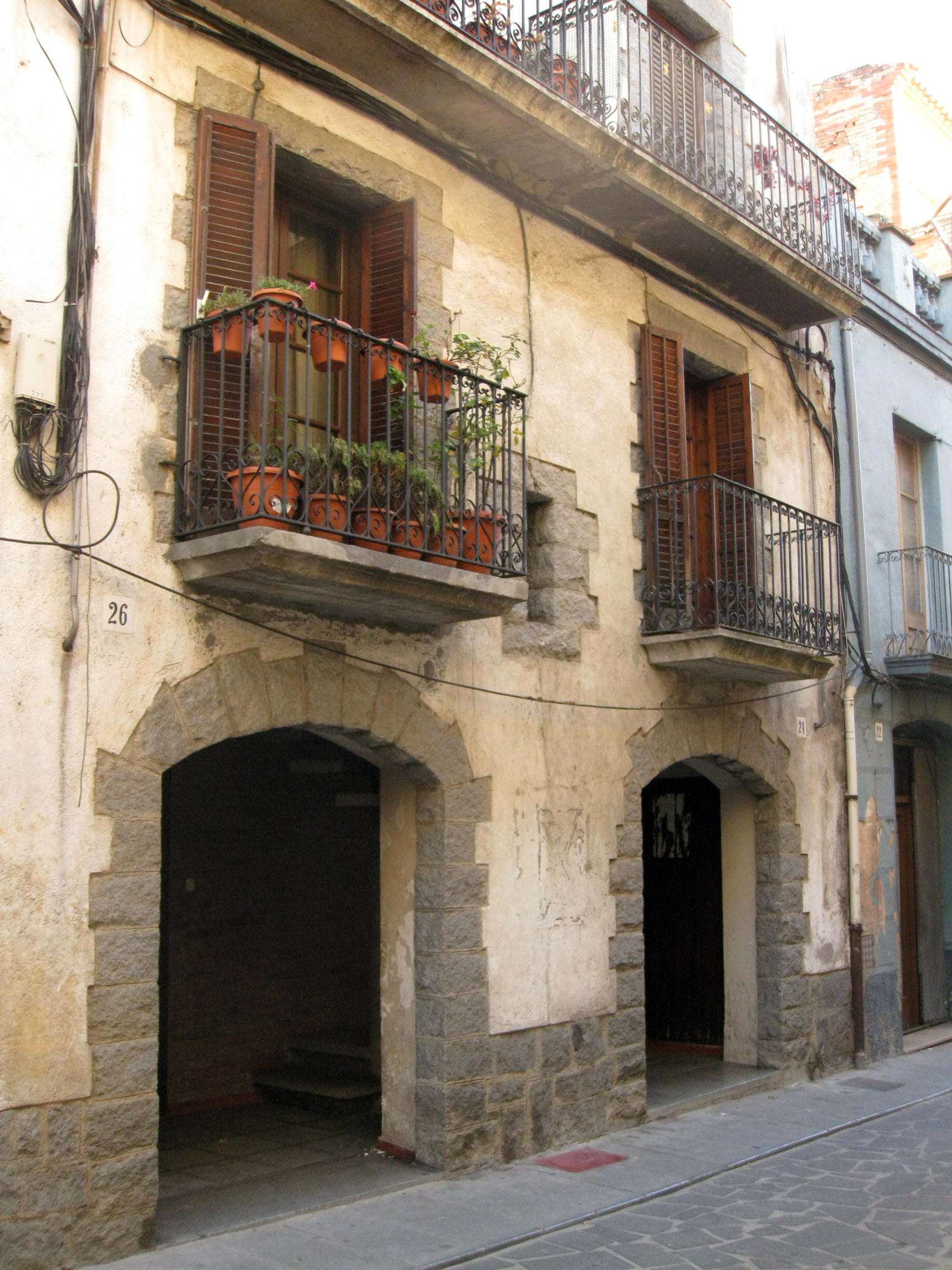
Antic Ateneu Popular

Més tard, durant el Franquismees van topar amb un període especialment violent amb les llibertats associatives on les entitats contràries al règim van ser controlades i il·legalitzades i van perdre material immoble i locals els quals van ser confiscats. La repressió franquista va afectar extraordinàriament l'associacionisme catalàfins a deixar-lo, pràcticament, en perill de desaparició. Moltes entitats van desaparèixer a causa de la dictadura franquista, que va reprimir totes les expressions d'organització obrera i popular, entre les quals hi havia una part important dels ateneus. Les requisicions, la repressió contra els dirigents o senzillament els tancaments van acabar amb moltes d'aquestes organitzacions. Però no es va perdre tot, encara que va ser molt el que es va perdre. Algunes institucions culturals i d'esplai van poder mantenir-se ni que fossin convertides en una ombra del que havien estat. L'Escola Catalana d'Art Dramàtic, l'Ateneu, les entitats excursionistes, les agrupacions culturals de barri, alguns centres parroquials, mantenien, ni que fos d'una manera simbòlica i enormement conservadora, el record del qual havia estat la vida cultural a la ciutat.
Després de la mort de Francisco Franco, sorgeixen sobretot a Catalunya, País Valencià i Madrid nombrosos ateneus llibertaris, en ells la funció d'alfabetitzar al poble ja no era primordial com passava abans d'acabar la guerra civil (ja que l'escolarització infantil abastava a la major part de la població), però si s'observa una sèrie de problemàtica social, urbanística, o laboral als barris que des de les assemblees dels Ateneus es podia tractar, moltes vegades en col·laboració amb les associacions de veïns o amb el sindicat CNT. Així la gent va tornar als Ateneus llibertaris, i van ressorgir com a lloc de trobada, de cultura i de combat. Un dels pocs ateneus que va sobreviure va ser l'Ateneu Obrer de Barcelona (el qual era decididament reformista i pragmàtic en la seva orientació), controlat des del 1915 per sectors catòlics i dempeus fins a l'any 1964. Entre les principals entitats populars, destaca l'Ateneu Català de la Classe Obrera, fundat a l'antic convent de Sant Felip Neri a Barcelona l'any 1861 amb un propòsit ben clar: servir culturalment els obrers.
Federico García Lorca també va estar relacionat amb el món dels ateneus, ja que va fer una gira per diferents ateneus del nord d'Espanya amb la finalitat d'alleujar la seva situació econòmica precària, un cop arribava als ateneus realitzava conferències per guanyar així una mica de diners. Algun d'aquests ateneus són: l'Ateneu de la Rioja, l'Ateneu de Granada, l'Ateneu de Guipúscoa, l'Ateneu Obrer de Gijón, etc.
Hi ha més personatges públics que van tenir a veure amb els Ateneus, De Buen va publicar Nociones de Geografía Física, amb una traducció al prefaci anarquista francès Élisée Reclus (1830–1905). Finançat per Francesc Ferrer i Guàrdia, com a referent o símbol de la bibliografia de la seva escola. També va revisar la traducció de "L'homme et la terre", monumental de Reclus. Sota la seva bandera, l'Escola Moderna va promoure un enfocament universal i popular de la geografia en oposar-se a les lectures nacionalistes i conservadores d'aquesta ciència. Segons l'opinió de Reclus, la civilització humana es va dividir dramàticament en classes socials antagòniques, i la injustícia social va conduir inevitablement a revolucions i guerres civils. Al mateix temps, la construcció d'una societat lliure havia de basar-se principalment en els esforços individuals per a la construcció d'un nou "Geografia social", que havia de ser accessible a les classes baixes. Va ser així com es van crear diverses societats socials i divisions amb la possibilitat de crear un moviment pel seu propi benestar.
Rebutjant llibres de text, aules i mapes plans, Reclus es va oposar a una geografia "escolar" plena de descripcions i noms, i va promoure el contacte proper dels estudiants amb entitats geogràfiques reals i les seves particularitats locals. Ell proposa els globus com l'eina didàctica més adequada per ensenyar als estudiants la geografia actual del planeta i inclou l'astronomia com a "geographyInspired" by John William Draper, la ciència a l'Escola Moderna es va presentar com l'alternativa a la religió. Els experiments i observacions van substituir els errors tradicionals i van proporcionar les úniques pautes fiables a la vida, i la ciència, com a concepte "objectiu" i "actiu", es va convertir en el pilar principal de la docència de Ferrer. En les seves freqüents visites a fàbriques amb estudiants, Ferrer va presentar una imatge positivista i tecnòfoba de la indústria, en la qual només qüestiona les desigualtats de la seva organització social, separades de la seva ciència i tecnologia.
En lloc de l'Estat, va ser la societat civil: associacions de treballadors, societats republicanes, ateneus populars, qui necessitaven prendre la iniciativa d'un projecte utòpic.

## Context
Durant el segle xix es van veure amb la necessitat d'aprendre i també d'ensenyar, va aparèixer la formació professional però no va ser fins al segle xx quan es va accelerar l'interès cap a la formació dels obrers. Es van crear molts ateneus populars per tota Catalunya; Banyoles, Canet de Mar, etc. Es van generar del seu propi esforç i en cap dels casos, van voler acceptar ajudes de fora.
Els obrers volien començar per l'ensenyament bàsic però tenien un cert interès per algunes matèries relacionades amb el món industrial. Més tard, van néixer les Escoles d'Art que a poc a poc, es van expandir per totes les zones industrials de Catalunya.
En l'àmbit de la indústria, hi havia un endarreriment, ja que la necessària renovació dels materials va ser escassa i això provocava un cert descontentament de la població, creant així una problemàtica social. Altrament, van aparèixer nous oficis, es necessitaven tècnics superiors i mitjans en l'àmbit de la tecnologia i els Ateneus Populars van agafar un paper fonamental.
A Catalunya, van aparèixer diferents moviments d'obrers, com per exemple; "Sociedad de Protección de Tejedores de Algodón". Aquestes societats es formaven per tal de superar l'atur, la falta de seguretat social, els acomiadaments, etc. Tot això s'agreujava perquè els moviments obrers s'havien de moure per la clandestinitat.

## Primer Ateneu
El primer ateneu format a Catalunya va ser la Societat d'Amics de la Instrucció- Ateneu Mataroní l'any 1854. Fins al 1887 el van seguir vint-i-set ateneus més en quinze comarques catalanes.
L'objectiu dels ateneistes era aconseguir l'equilibri en el desenvolupament dels interessos morals i materials, sense aquest equilibri no hi podia haver pau ni benestar pels pobles i nacions. El moviment ateneístic es va desenvolupar en paral·lel al cant coral popular, difós pel republicà Josep Anselm Clavé. L'any 1867 funcionaven a Catalunya 106 corals i al final de la dècada dels anys seixanta del segle xix, el cant coral ja reunia uns 40.000 obrers i camperols de les comarques catalanes. Aquest fet no feia altra cosa que definir la institució d'ateneu en el marc de relacions amb associacions afins. La relació entre els ateneus i el cant coral era molt estreta, de manera que molts ateneus tenien un grup coral, i en alguns casos, la creació d'un grup coral era el primer pas per a la formació d'una entitat cultural i/o recreativa.

## Funcionament
L'organització dels ateneus populars és de tipus assembleari, on tots els integrants tenen igual d'importància en el moment de prendre una decisió, també poden proposar, debatre o prendre acords en igualtat de condicions. Per tant, el fet que s'organitzi per assemblea fa que ningú pugui canviar el que ja ha estat aprovat per molt culte que sigui.
En el cas que es necessitin alguns càrrecs per al funcionament correcte, com seria per exemple un tresorer, poden ser revocables en qualsevol moment i es limiten a coordinar les seves tasques o el que li indiqui l'assemblea. Aquesta horitzontalitat democràtica en la manera de funcionar, és totalment oposada a la pràctica totalitat de juntes o associacions culturals existents, en les quals sol haver-hi una junta directiva que decideix en nom dels que els van votar o tria sota els seus criteris exclusius el que es pot fer i el que no en la seva associació.
Les seus dels ateneus comptaven habitualment amb tres espais bàsics: El cafè, la sala de ball i/o teatre i la Biblioteca Dins dels ateneus, les seccions de cultura eren les més importants, ja que es dedicaven al manteniment, l'organització i a la cura de les biblioteques. En aquests espais no podien faltar les sales de lectura, plenes d'estanteries de fusta amb tota mena de material lector, com llibres i diaris i una gran taula de lectura. Totes aquestes infraestructures facilitaven el desenvolupament de la lectura conscient, convertida en un procés revolucionari i de catarsi interna que formava els seus practicants com individus socialment desperts.

## Tres tipologies d'associacionisme ateneista
Tres tipologies d'associacionisme ateneista que serveixen per concretar la relació entre sociabilitat, formació i la identificació amb una ideologia política determinada:

### Centre de lectura de Reus

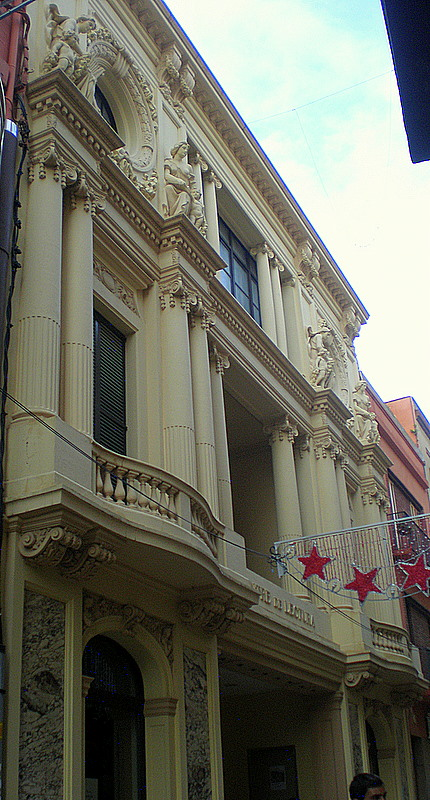
Centre de Lectura de Reus

El Centre de Lectura de Reus va ser creat a partir de la iniciativa dels obrers i menestrals l'any 1859. Un dels seus referents fundacionals va ser el republicà Josep Güell i Mercader, qui va definir amb exactitud els objectius de la nova associació. Uns objectius que després d'un any de funcionament, eren reafirmats en la Memòria de l'entitat: instrucció, moralitat i bons costums. A través del Centre les principals corrents del pensament europeu de l'època: el positivisme, el naturalisme, el romanticisme o l'historicisme. Durant els seus primers deu anys de vida es va formar la secció coral (1860) i es van construir uns jardins musicals (1862) i la sala de ball (1862).

### Ateneu Barcelonès
Com a exemple d'ateneu burgès i professional tenim l'Ateneu Barcelonès. La classe dirigent catalana, la burgesia, també va recórrer als ateneus per configurar el seu laboratori d'idees, on els pensadors, professionals i tècnics elaboressin un programa que unifiqués i cohesionés la societat catalana en el marc dels seus interessos de classe. En definitiva, sustentar el domini econòmic polític, sobre l'hegemonia social i cultural, mitjançant la constitució d'un bloc de poder conservador. L'any 1844 es va fundar el Casino Barcelonès i l'any 1860 es va crear l'Ateneu Català. Aquesta entitat es dirigia a la reunió de la intel·lectualitat i dels sectors productius. Quatre anys més tard, es va fundar el Cercle Mercantil el 1864, patrocinat per la Lonja per promoure la reflexió sobre aspectes econòmics de la ciutat i de la regió. Tres propostes associatives diferents amb finalitats semblants es van acabar fusionant. El Casino Barcelonès i el Cercle Mercantil van constituir el 1869 el Centre Mercantil Barcelonès i aquest i l'Ateneu Català es van fusionar per crear l'Ateneu Barcelonès el 1872. La vida de l'Ateneu Barcelonès durant la dècada inicial va estar marcada per fortes tensions entre els socis, que representaven diverses opcions dins de la classe dominant barcelonesa: monàrquics, conservadors i progressistes.

### Ateneu Igualadí de Classe Obrera
Les classes obreres no es van quedar enrere i es van adherir al moviment ateneístic, creant així, a mitjans de l'any vuit-cents, 17 ateneus obrers i menestrals. Una de les entitats més representatives d'aquests centres va ser l'Ateneu Igualadí de la Classe Obrera, fundat l'any 1863 per quatre teixidors, anomenats: Antoni Carner, Antoni Vila, Ferran Salat i Josep Estany  i també per nou treballadors més. L'objectiu se centrava en la creació d'un centre instructiu per formar la classe obrera i en posar la cultura a l'abast de tothom, especialment els obrers. El seu referent era l'Ateneu Català de la Classe Obrera de Barcelona, el qual va ser fundat dos anys abans.

## Ateneu Enciclopèdic Popular

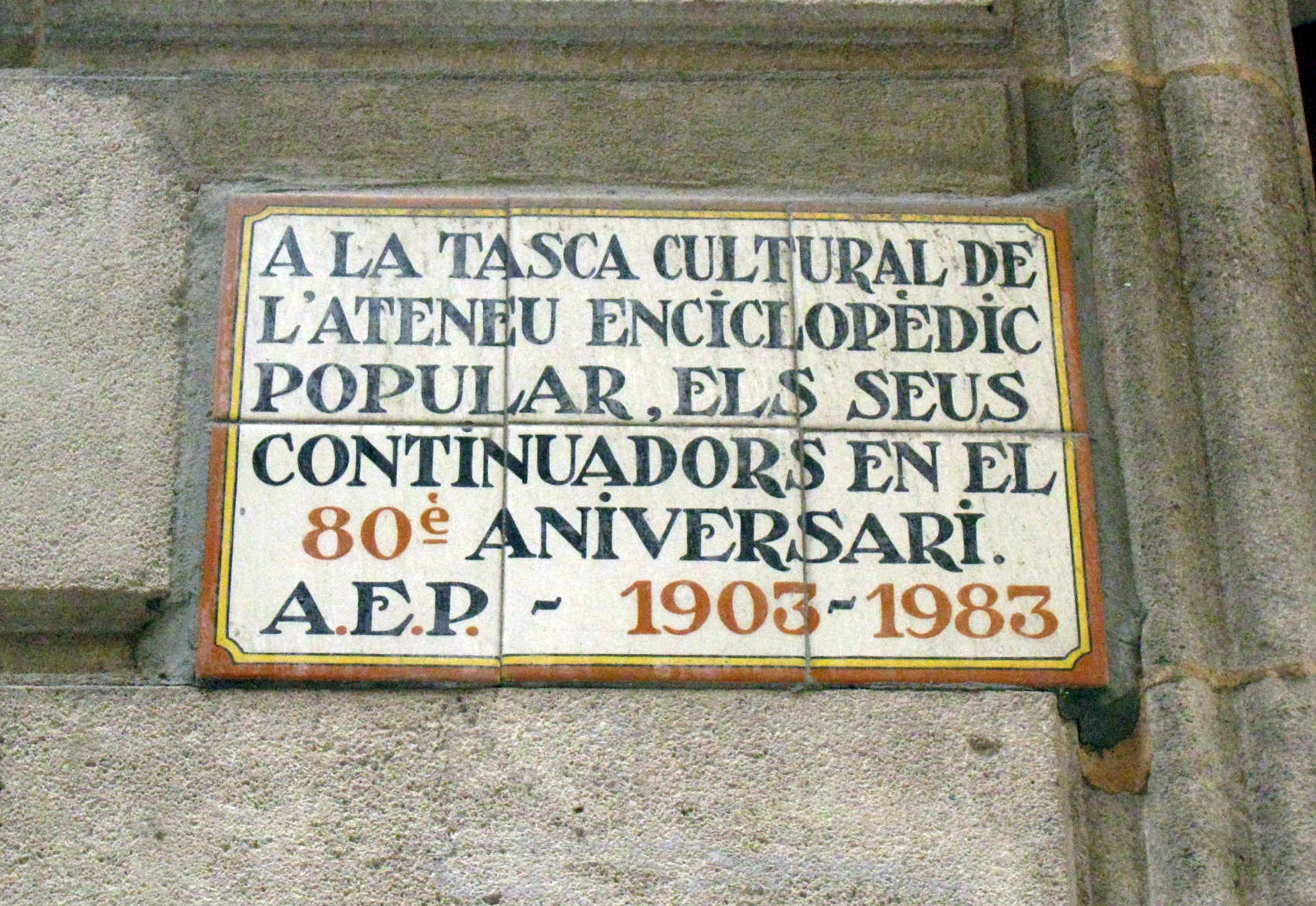
Ateneu Enciclopèdic Popular

L'Ateneu Enciclopèdic Popular (AEP) neix en el context de la vaga general del febrer del 1902 impulsada pel sindicalista Francesc Layret, Josep Tubau i Eladi Gardó. El seu referent va ser l'Ateneu Català de la Classe Obrera, mentre que el seu model internacional va ser el de la Universitat Popular. Aquesta institució s'organitzava en seccions i àmbits de reunió i de debat, també comptava amb una biblioteca, un laboratori i una escola normal d'educadors populars. L'Enciclopèdic va començar la seva trajectòria l'any 1903 al local de l'Associació dels Cors Clavé. En el context formatiu, els seus estatuts proposaven difondre els coneixements científics en diferents ordres, fent que penetrés en totes les classes socials i a la societat obrera en particular.

## Ateneu Català de la Classe Obrera
Fundat el 1861, va obrir les portes el diumenge dia 2 de febrer de 1862 per primer cop, en una sessió pública i dominical, en la qual Josep Sabaté, president de la comissió organitzadora, va pronunciar un discurs en català, procedint, a més, al nomenament de la primera Junta Directiva on Josep Domènech va ser el nou president. Els seus principis eren: amor a la feina, amor a l'estudi i a la moralitat. Es combinava la instrucció elemental amb les matèries cientificotècniques i els idiomes, com per exemple les matemàtiques, la física aplicada, principis generals de ciències aplicades, economia, política i estadística, teoria de teixits, dibuix lineal, francès, etc. El somni es va acabar el 7 de gener de 1874, quan el general Pavía va dissoldre el Parlament. Dos dies després, el Governador de Barcelona, complint ordres del Capità General Arsenio Martínez Campos, prohibia la Internacional i tancava l'Ateneu.

## Ateneu Popular Nou Barris

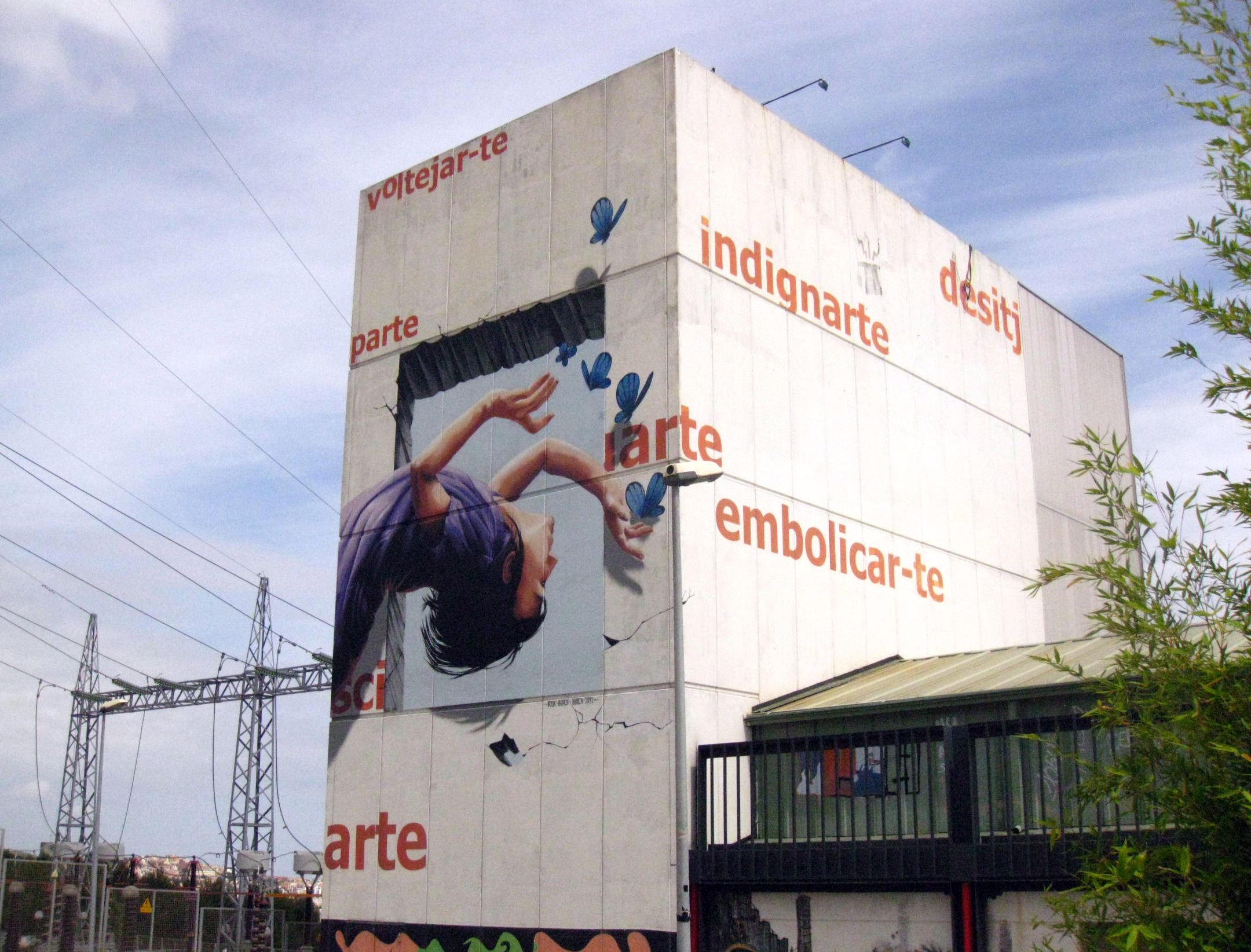
Ateneu Popular 9Barris

L'Ateneu Popular de Nou Barris va ser fundat el 1977 a Barcelona dins del districte de Nou Barris. Abans l'edifici estava dedicat per construir i emmagatzemar maquinària pesant destinada a construir rondes. Els veïns es queixaven i el 1977 es va produir una parada de dues-centes persones les quals van interrompre el funcionament de l'edifici, van destrossar la maquinària i volien que l'edifici s'utilitzés com una zona sociocultural.
En l'Ateneu es desenvolupen activitats orientades per criteris com: Democràcia i horitzontalitat, on els veïns tenen la capacitat de prendre una decisió referent a l'equipament, transparència, ja que els recursos de gestió i acord són totalment públics, dret a la cultura i accessibilitat, que s'entén que el dret de la cultura és un dret fonamental i és una cosa quotidiana, i proximitat i territori, l'eix bàsic de la seva activitat. Tenen també uns objectius; pretén potenciar la creació artística no mercantilista i compromesa socialment, es compromet a prestar informació i propostes als barris, potenciar cultures emergents, potenciar també el compromís social i solidari mitjançant accions i els valors.
D'ençà que es va fundar aquest espai, està dedicat al món del circ, a part, existeix l'escola de circ Rogelio Rivel que està en funcionament des del 1999 i hi han actuat artistes com Lluís Llach o Paco Ibáñez.

## Ateneu de Madrid

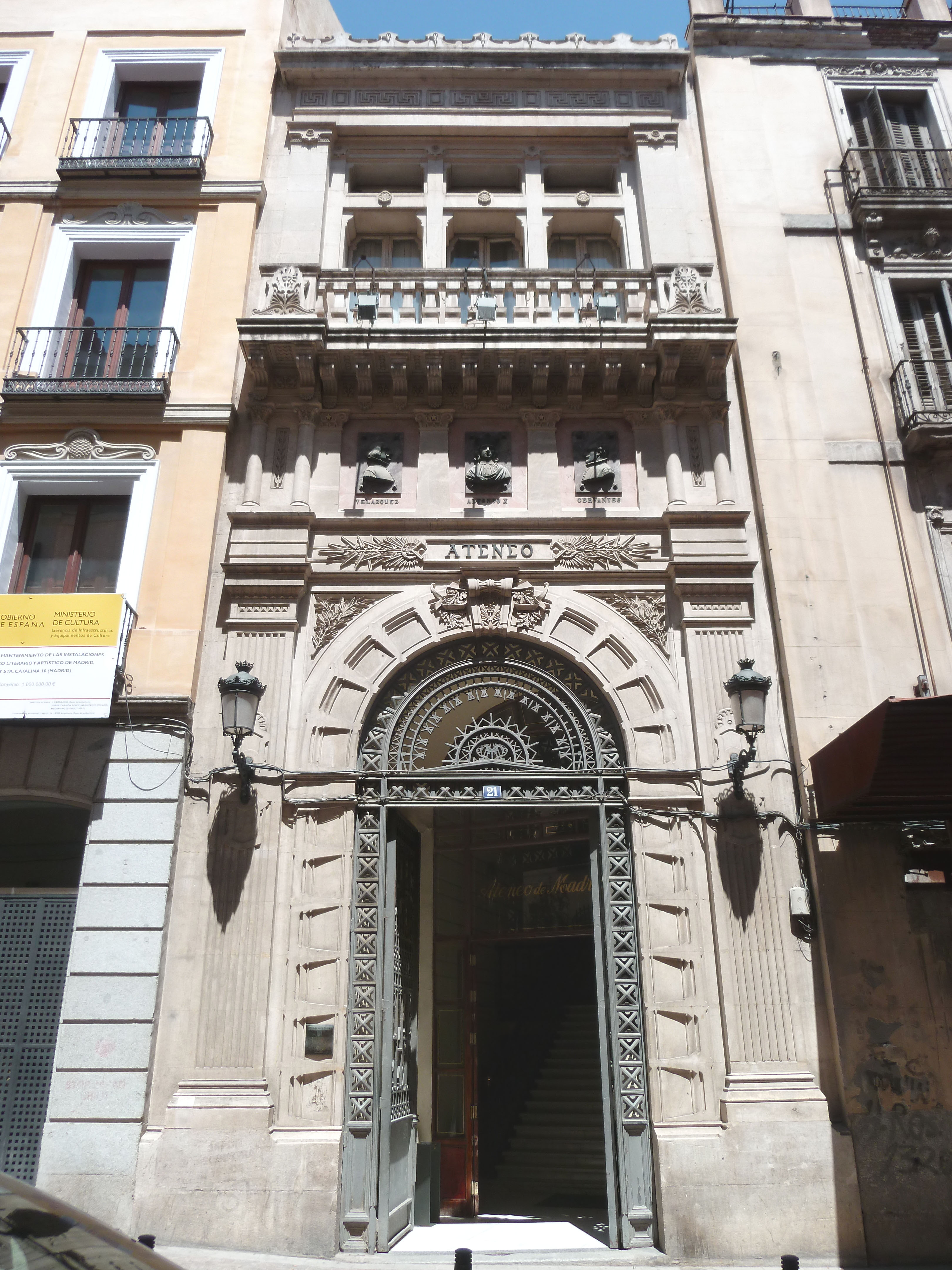
Ateneo de Madrid

Des dels seus principis el 1835, ha estat declarat com a Acadèmia Científica, Institut d'Ensenyament i cercle literari. Dins, s'integraven els components d'una acció cultural il·lustrada i enciclopèdica. Les activitats es realitzaven en les seccions de ciències morals i polítiques, ciències naturals, ciències matemàtiques, literatura i belles arts. En aquestes, es llegia i es debatien tots els temes sobre l'actualitat científica i cultural. Des del cercle cultural, Labra compara el 1878, 'Ateneu madrileny amb "The Athenaeum", entitat nascuda el 1824. En aquest ateneu trobem a Manuel Seijas Lozano el qual va exercir com a catedràtic de Filosofia del dret, pel qual va redactar una obra anomenada "Teoría de las Instituciones judiciarias" i on explicava projectes formulats de codis aplicables a Espanya.
Aquesta institució era molt resistent a l'entrada de les dones, però va ser durant el període d'entre segles quan van permetre la seva presència. Les dones van poder integrar-se en un fòrum de debat tan rellevant a l'Espanya del moment (Segle XX), receptiu a la formació d'associacions, al plantejament de temes com el feminisme, etc.
En aquest ateneu existia una tradició, mitjançant la qual les dones intel·lectuals que passaven per Madrid podien expressar-se i per tant, escoltaven les seves veus plenes d'art i saviesa. Entre les conferenciants de l'Ateneu madrileny s'expliquen algunes intel·lectuals llatinoamericanes, que van exercir el paper de llaços d'unió entre les repúbliques americanes i Espanya. Bona part d'elles són feministes destacades en els seus respectius països: Aurora Cáceres, Angelica Palma, Paulina Luisi, Rosa Arciniega, Teresa Sants, María Luisa Ross o Elena Landazauri. Les seves conferències solien tenir com a objectiu donar a conèixer els seus països d'origen i la seva literatura, afavorir la confraternització entre Espanya i Amèrica Llatina i treballar a favor de la causa femenina.

## L'Actualitat dels Ateneus
Les entitats culturals han fet un paper molt important en la societat catalana d'avui. Actualment existeixen uns 400 ateneus a Catalunya que formen part de 4000 associacions. Aquestes entitats impulsen els valors de la solidaritat, la integració social, l'acolliment, etc. Mitjançant la formació, l'accés a la cultura, la defensa de la llengua, etc. Enforteixen la societat catalana.
En l'actualitat hi ha una associació d'ateneus anomenada Federació d'Ateneus de Catalunya, una agrupació formada per molts ateneus i creada l'any 1983. En aquesta associació s'hi solen ajuntar ateneus que creuen en l'ajut públic.

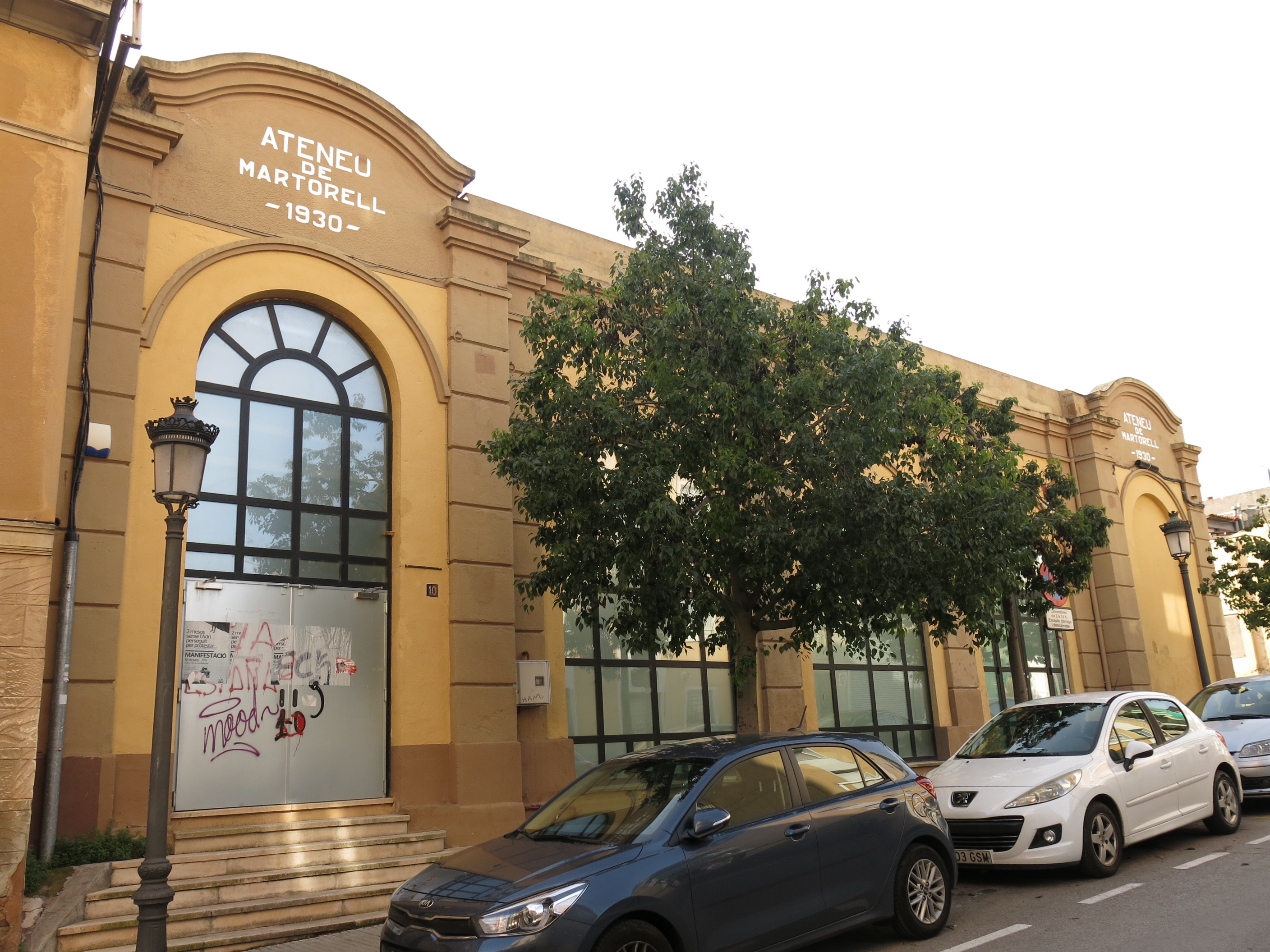
Ateneu de Martorell
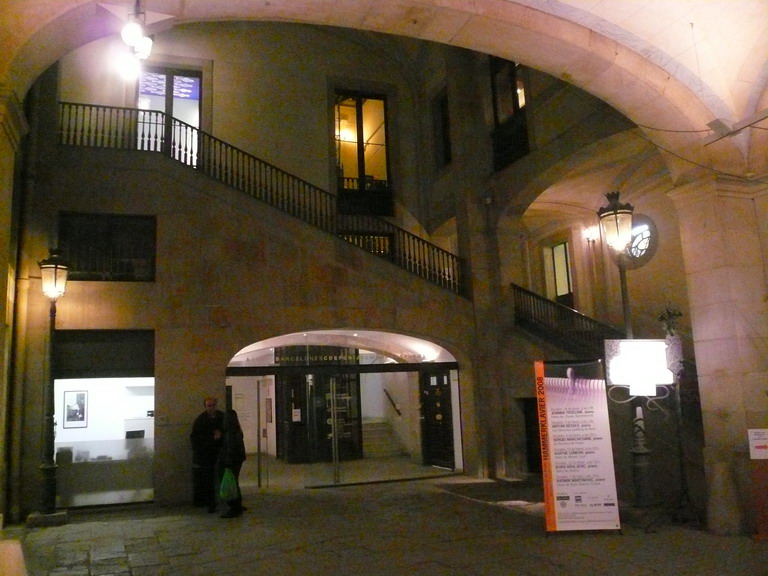
Accés Ateneu Barcelonès
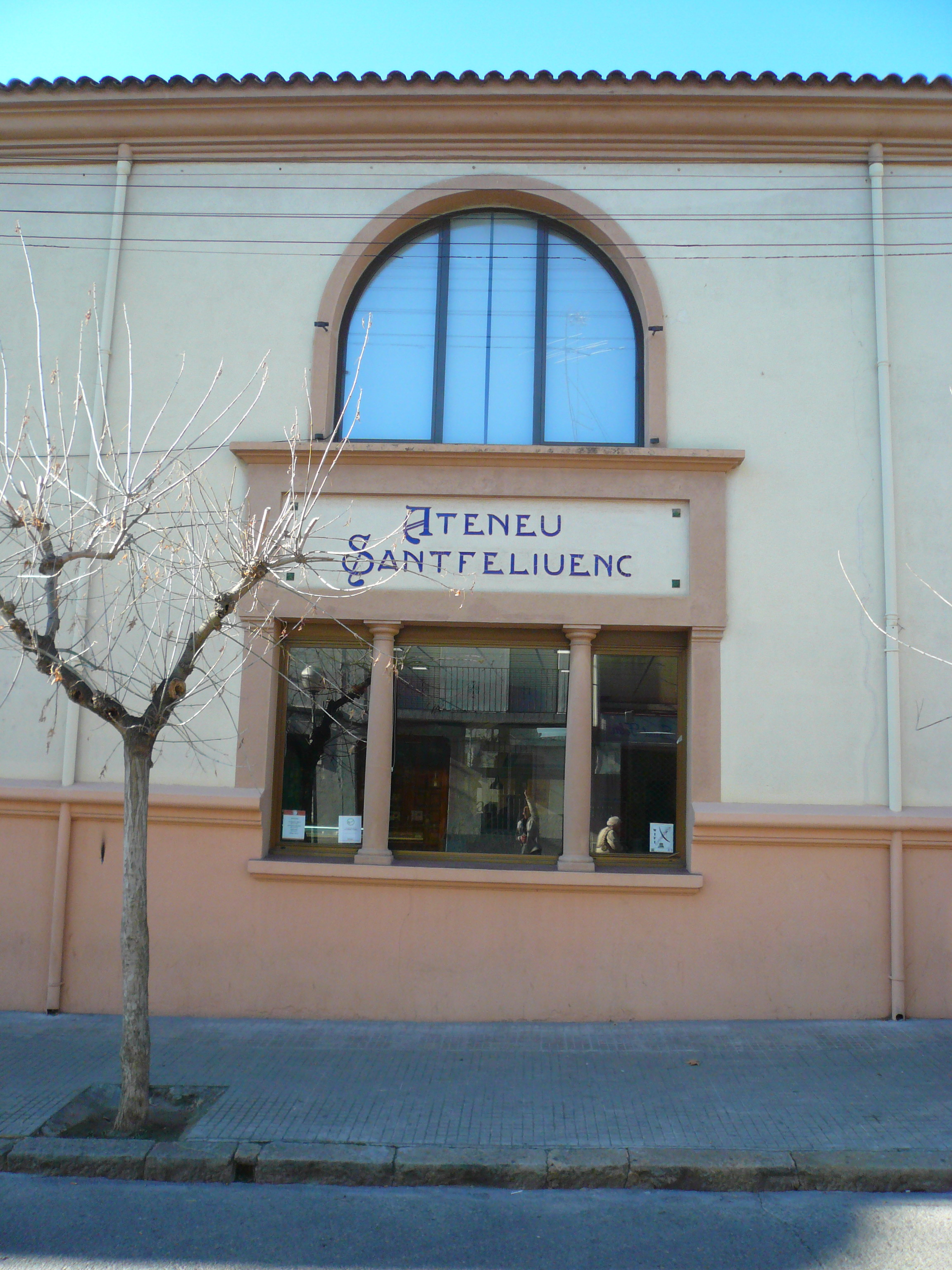
Ateneu Santfeliuenc
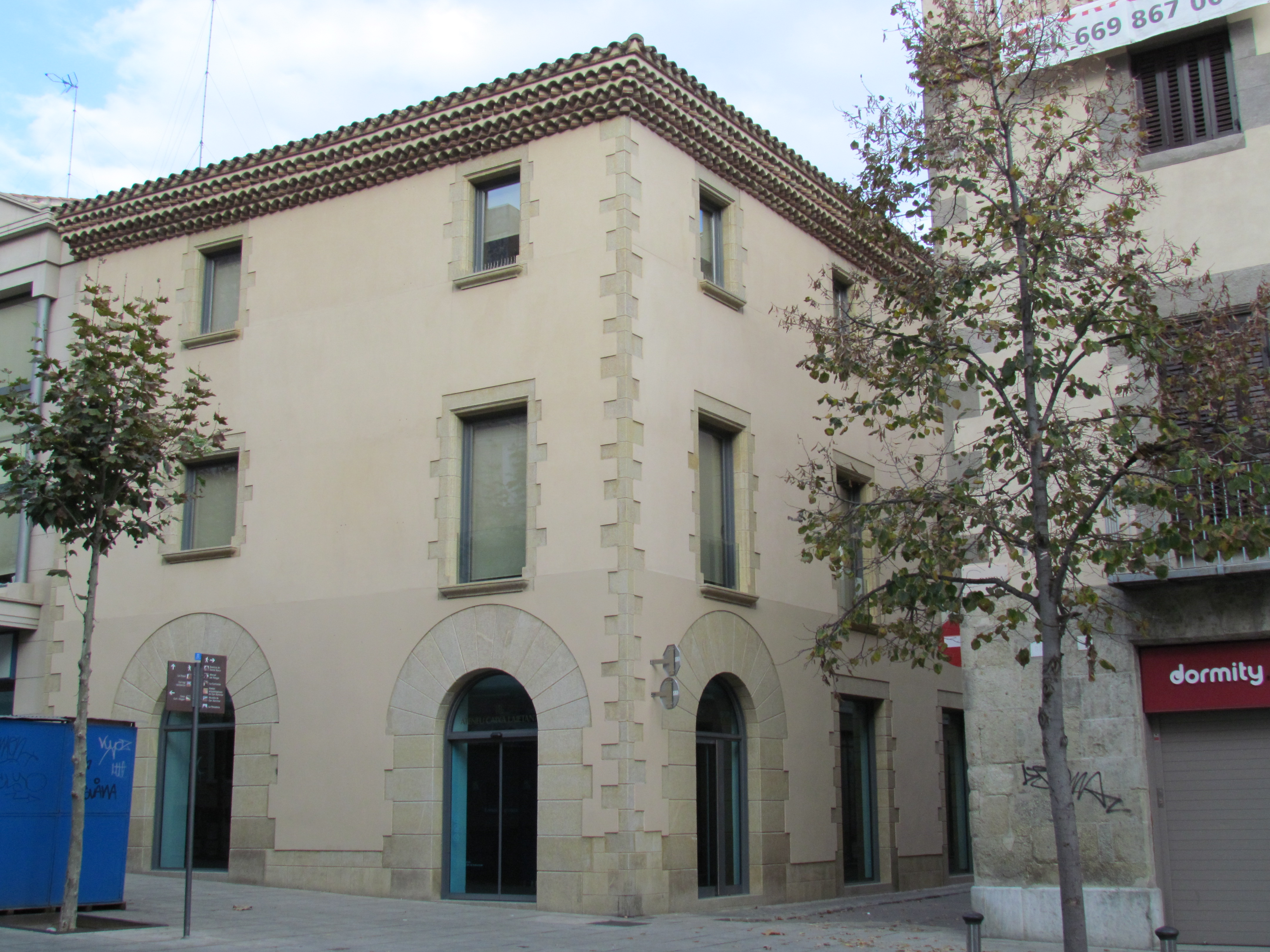
Seu de l'antic Ateneu Mataroní
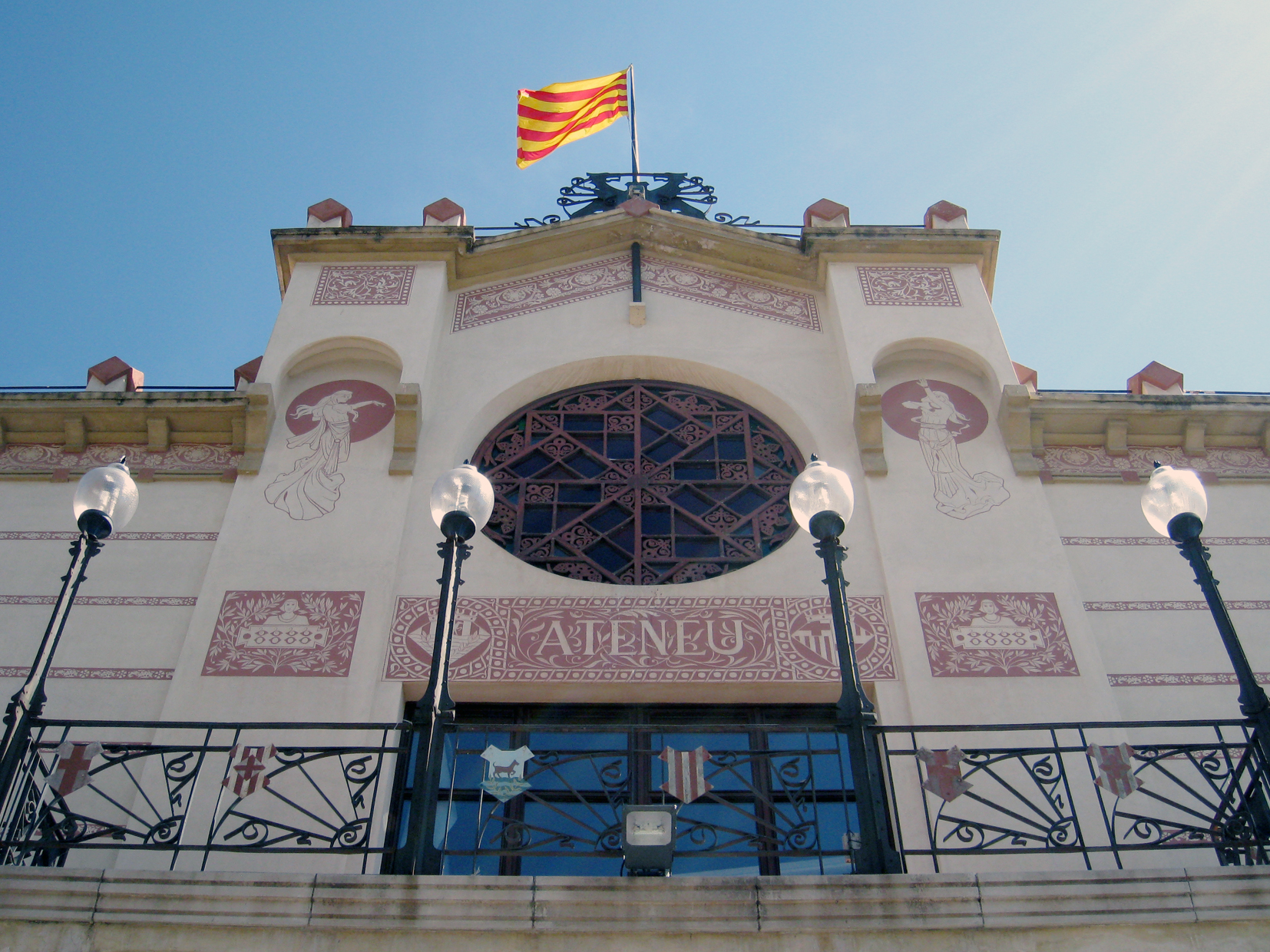
Façana de l'ateneu de Canet de Mar
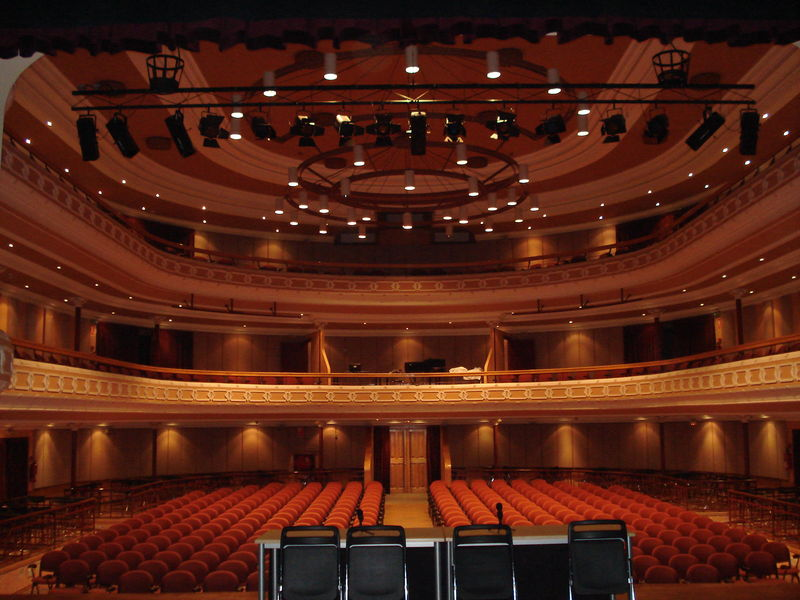
Teatre de l'ateneu de Sant Celoni
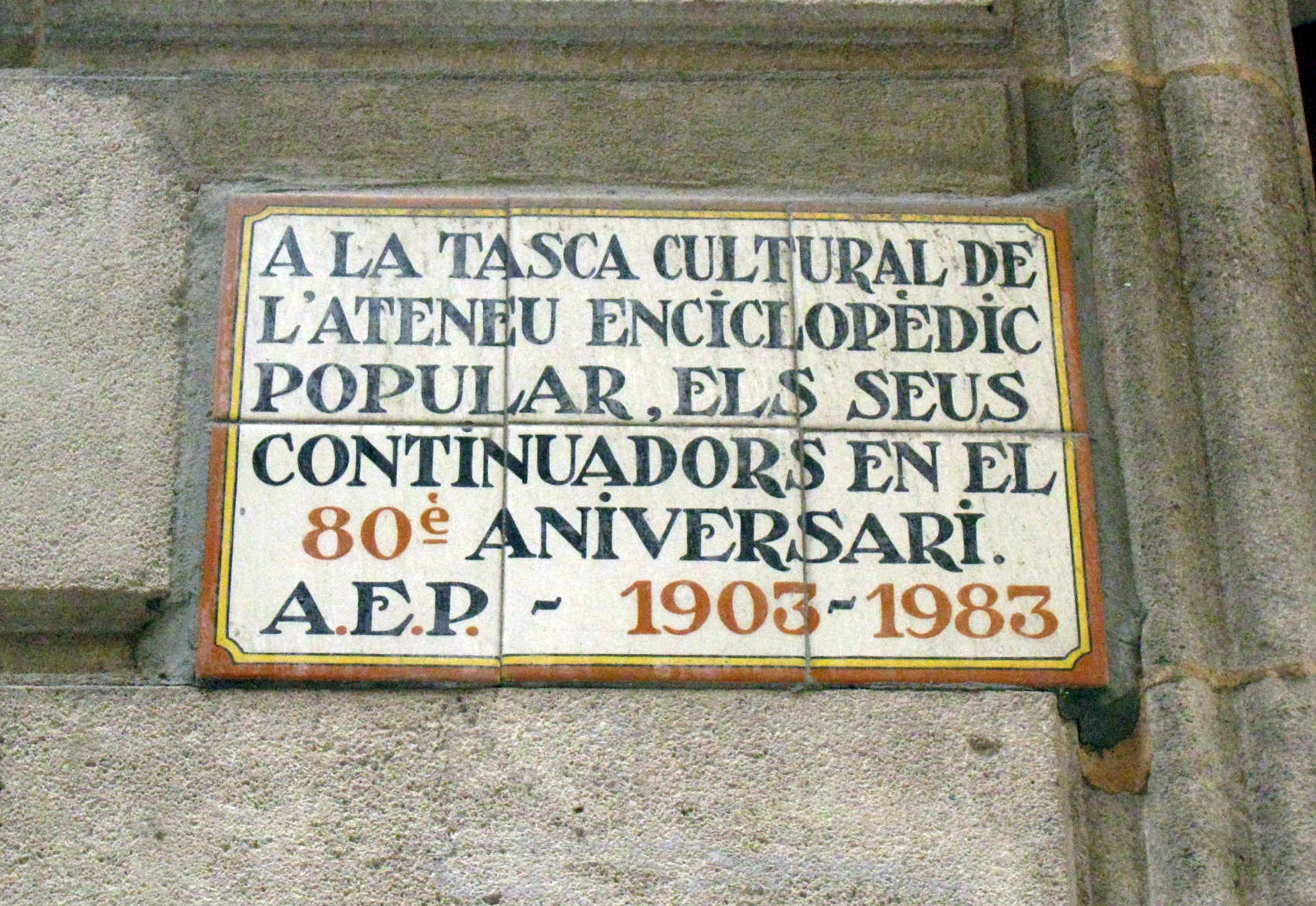
Placa commemorativa a l'antiga seu de l'Ateneu Enciclopèdic Popular